# Toxorhina (Toxorhina) tuberculata
Toxorhina (Toxorhina) tuberculata is een tweevleugelige uit de familie steltmuggen (Limoniidae). De soort komt voor in het Oriëntaals gebied.